# Саламина (митологија)
Саламина је у грчкој митологији била нимфа.

## Митологија
Била је најада, нимфа извора или фонтана града Саламине на истоименом острву на југу Грчке. Диодор је тврдио да је кћерка Асопа и Метопе, а да јој је син Кихреј, кога је имала са Посејдоном.